# 切爾沃納波利亞納 (恰普林卡市鎮)
46°27′46″N 33°33′20″E / 46.46278°N 33.55556°E
切爾沃納波利亞納（烏克蘭語：Червона Поляна）是位於烏克蘭南部的村莊，由赫爾松州卡霍夫卡區的恰普林卡市鎮負責管轄。該村始建於1920年，面積40平方公里，海拔高度33米，2001年人口898，人口密度每平方公里22.5人。